# Gustav Tobler (Redaktor)
Gustav Tobler, Pseudonym Traugott S. (* 6. Oktober 1904 in Heiden AR; † 21. Januar 1992 in Frutigen; heimatberechtigt in Heiden) war ein Schweizer Redaktor und Autor aus dem Kanton Appenzell Ausserrhoden.

## Leben
Tobler war ein Sohn von Gustav Tobler und Albertina Zuberbühler. Er heiratete Luise Maler. Tobler war Schriftsteller und Adventist. Von 1922 bis 1927 absolvierte er eine Predigerausbildung. Von 1946 bis zu seinem Eintritt in den Ruhestand im Jahre 1975 war er Redaktor und bis 1968 der Leiter des Advent Verlages in Zürich. Als Redaktor der Zeitschrift Leben und Gesundheit schrieb er zahlreiche Artikel über Gesundheits- und Lebensfragen. Viele Jahre betreute er die Spalte Unser Heilkräutergarten. Besonders beliebt war sein dreibändiges Werk Lebenswerter leben, eine Auswahl aus über 300 Betrachtungen, die Gustav Tobler von 1952 bis 1985 unter dem Namen S. Traugott für die zweite Seite der Zeitschrift Leben und Gesundheit verfasste. Tobler versucht in diesen Beiträgen christliche Lebenshilfe für Menschen jeden Alters zu geben.
Gustav Tobler verfasste mehr als 20 Bücher mit einer Gesamtauflage von über 1 Million Exemplaren. Darunter ist auch das mit seiner Frau geschaffene und von Moritz Kennel illustrierte Werk Die Bibel den Kindern erzählt, erschienen in 3 Bänden in den Jahren 1966 bis 1968. Seine besten, unter dem Pseudonym S. Traugott verfassten Leitartikel wurden unter dem Titel Lebenswerter leben von 1980 bis 1988 in 3 Bänden publiziert.
Einem weiten Publikum bekannt geworden sind seine Kinderbücher sowie eine ganze Reihe seiner Bücher über Gesundheits-, Ehe- und Glaubensfragen.

## Werke
- Gustav Tobler: Mein Heim – meine Welt. Advent-Verlag, Zürich 1962.
- Gustav Tobler: Leben ohne Alkohol: Was hat Abstinenz mit christlicher Freiheit zu tun? Advent-Verlag, Zürich und Krattigen 1974.
- Gustav Tobler: Kein Tod mehr: Wann beginnt das ewige Leben? Advent-Verlag, Zürich und Krattigen 1977.
- Gustav Tobler: Unser Ruhetag: Segen und Geschichte einer göttlichen Stiftung. Advent-Verlag, Zürich 1970.
- Gustav Tobler: Lebenswerter leben. 3 Bände. Advent Verlag, Zürich 1980–1988. (Band 1 ISBN 978-3-905008-18-0)